# Оновлення законодавства (ЄС)
Оновлення законодавства – процес, який використовується для оновлення законодавства в Європейському Союзі, за допомогою якого попереднє законодавство щодо певної теми скасовується та замінюється єдиним новим актом, який включає як оригінальне законодавство, так і будь-які попередні поправки до нього. На відміну від аналогічного процесу кодифікації, переробка передбачає внесення суттєвих змін до тексту та/або поправок до попереднього законодавства, часто досить значних за обсягом. Перероблений акт потім проходить через законодавчу процедуру зі спеціальними процедурами, узгодженими міжінституційною угодою 2001 року, що дозволяє Європейському парламенту та Раді зосередитися на елементах тексту, які є новими або зміненими.
Як і більшість інших законодавчих актів, зміни готуються Генеральними директоратами Європейської комісії в консультаціях з Юридичною службою Комісії перед тим, як їх прийняти через різні законодавчі процедури.
Оновлення законодавства може бути вертикальним і горизонтальним. У вертикальному оновленні один акт і поправки до нього переробляються, а в горизонтальному — об’єднуються два або більше актів, що охоплюють ту саму або пов’язану сферу політики, і поправки до них.